# Stenomalina rossiliensis
Stenomalina rossiliensis är en stekelart som beskrevs av Graham 1986. Stenomalina rossiliensis ingår i släktet Stenomalina och familjen puppglanssteklar.
Artens utbredningsområde är Frankrike. Inga underarter finns listade i Catalogue of Life.